# Harold E. Robinson
Harold Ernest Robinson (født 1932 i Syracuse, New York, død december 2020) var en amerikansk botaniker og entomolog.
I forbindelse med et botanisk navn benyttes H. Rob. som standardforkortelse (autornavn). Det er f.eks. autornavnet for mosset Homalothecium lutescens (Gul Krumkapsel).